# Clathria cylindrica
Clathria cylindrica är en svampdjursart som först beskrevs av Ridley och Arthur Dendy 1886.  Clathria cylindrica ingår i släktet Clathria och familjen Microcionidae. Inga underarter finns listade i Catalogue of Life.